# Вевер, Анри
Анри Вевер (фр. Henri Vever, 16 октября 1854, Мец — 23 сентября 1942, Нуайе) — выдающийся французский художник-ювелир, историк искусства и коллекционер японских гравюр.

## Биография
Анри Вевер был представителем большой семьи потомственных мастеров. Родоначальник семьи Пьер-Поль Вевер в 1821 году основал ювелирную мастерскую в Меце. С 1870 года в Париже его дело продолжал сын Эрнест Вевер (1823—1884). Сотрудниками фирмы «Дом Вевер» (Maison Vever) стали его сыновья: Поль (1850—1915) и Анри (1854—1942). В 1861 году фирма Вервер получила высшую награду на международной выставке, проходившей в Меце. В 1891 году продукцию семейной фирмы показывали на выставке в Москве.
После поражения Франции во франко-прусской войне в 1871 году в результате подписания Франкфуртского мира Лотарингия была присоединена к Германии. Семья Вевер переехала в Париж, и Эрнест Вевер, сын Пьера-Поля, приобрёл ювелирный бизнес «Beaugrand» по адресу рю де ла Пэ, 19, чтобы открыть там свою мастерскую и магазин. В 1875 году Эрнест Вевер был назначен президентом Профсоюза ювелиров и золотых дел мастеров.
В 1881 году семейное дело перешло во владение сыновей Эрнеста: Поля и Анри. Поль Вевер, выпускник Политехнической школы, отвечал за управление компанией, а Анри Вевер, выпускник Национальной школы изящных искусств, разрабатывал проекты изделий. Анри Вевер стал одним из пионеров движения за новый стиль: ар-нуво, выступая против классицизма, бывшего в моде в то время. Он смело нарушал традиции ювелирного искусства, демонстрировал изобретательность, используя новые материалы, которые считаются неблагородными (рог, слоновая кость, стеклянная паста). Он также принял участие в разработке просвечивающей, «оконной эмали» (emel-à-jour), широко используемой в его коллекциях.
Увлеченный «японизмами» и персидским искусством со времени своей поездки в 1890 году в Самарканд, Анри Вевер стал собирать картины, рисунки, старинные ювелирные образцы и черпал из них вдохновение при создании собственных изделий.
В то время на фирму Вевера работали многие выдающиеся художники: Рене Лалик, Эжен Грассе, Анри Волле, Жорж Фуке, Люсьен Готре, эмальер Этьен Туретт, скульптор Рене Рузе и рисовальщик Жюль Шадель.
Фирма Вевер участвовала во всех крупных французских и международных выставках того времени. Среди заказчиков Вевера были императрица Евгения, царь Александр III, шах Персии, премьер-министр Японии принц Токугава Лесато, президент Франции Сади Карно, американские промышленники, а также многие деятели искусства, такие как Сара Бернар.
Ювелирная продукция фирмы демонстрировала постепенную эволюцию изделий от эклектичных вкусов искусства Второй Империи к стилю неоренессанс и ар нуво. Между 1906 и 1908 годами, Анри Вевер опубликовал книгу «Французские ювелирные изделия в XIX веке» (Английское издание: French Jewerly of 19-th Century. Thames&Yudson, 2001).

## Анри Вевер — коллекционер
Анри Вевер был выдающимся коллекционером произведений искусства: картин, гравюр, книг и альбомов по истории ювелирного дела и декоративного искусства. В 1880 году он одним из первых стал собирать японские гравюры укиё-э. Вместе с Клодом Моне и другими парижскими художниками он стал членом общества «Друзей японского искусства» (Les Amis dе l’Art Japonais).
Коллекция Вевера произведений восточного искусства была столь обширной, что вдохновляла не только художников, но и исследователей традиционных культур Китая и Японии. В собрании Вевера находились и древние буддийские книги и манускрипты. В 1950 году по завещанию коллекционера эта часть его коллекции стала собственностью Парижской Национальной библиотеки.
Во время Первой мировой войны Анри Вевер был вынужден продать многие японские гравюры укиё-э, и в конце концов они составили часть знаменитого собрания Токийского национального музея. Однако часть гравюр Вевер сумел сохранить для себя и в дальнейшем снова стал пополнять свою коллекцию. Он приостановил эту работу в 1930 году, и его легендарное собрание исчезло в следующее десятилетие на фоне Второй мировой войны и немецкой оккупации Франции. Однако в 1974 году аукционный дом Сотбис объявил о том, что коллекция будет продана с аукциона. Продажа проходила частями в Лондоне в четыре этапа. Был издан трёхтомный каталог: «Японские гравюры и рисунки из коллекции Вевера» (Japanese Prints & Drawings from the Vever Collection).

## Наследие
Поль Вевер умер в 1915 году, и в 1921 году Анри Вевер решил передать ювелирный бизнес своим племянникам, детям Поля, чтобы полностью посвятить себя коллекционированию. Его преемником стал сын Поля Пьер Вевер, но компания с трудом приспосабливалась к движению ар-деко, вытеснившему стиль ар-нуво. На Международной выставке современных декоративных и промышленных искусств 1925 года Вевер не завоевал никаких призов. В последующие годы фирма так и не сумела восстановить успех прошлых лет. Компания закрылась в 1982 году.
В 1924 году Анри Вевер передал в дар Музею декоративного искусства в Париже свою коллекцию ювелирных изделий XIX века, включавшую около шестидесяти произведений, в том числе коллекцию изделий, созданных Эженом Грассе для Всемирной выставки в Париже в 1900 году.
Позднее его потомки, в свою очередь, завещали весь фотоархив Дома тому же музею, включающий более тысячи фотографий ювелирных изделий, рисунков, исследовательских работ. В 2021 году ювелирная фирма «Вевер» восстановила свою деятельность.

## Галерея

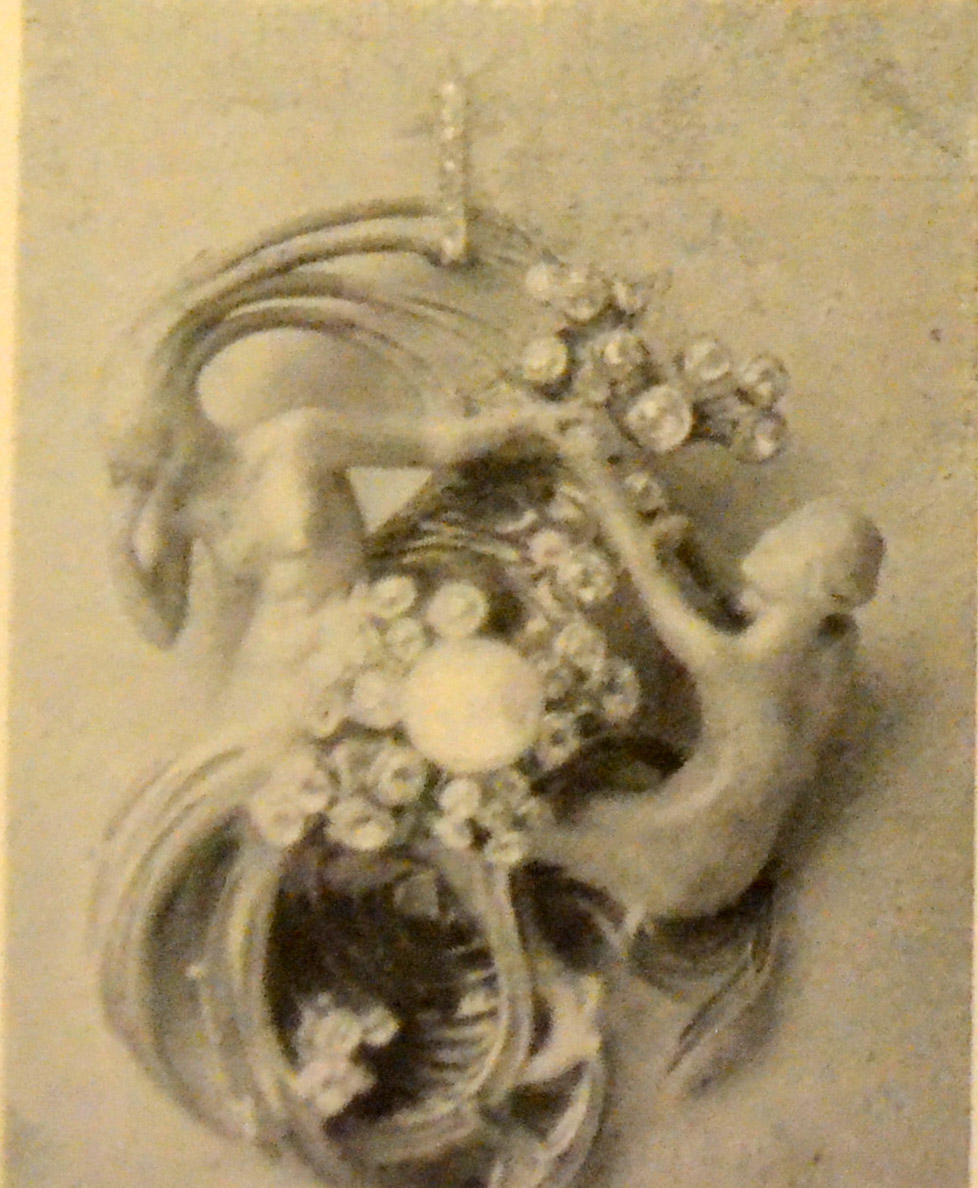
Подвеска. 1903
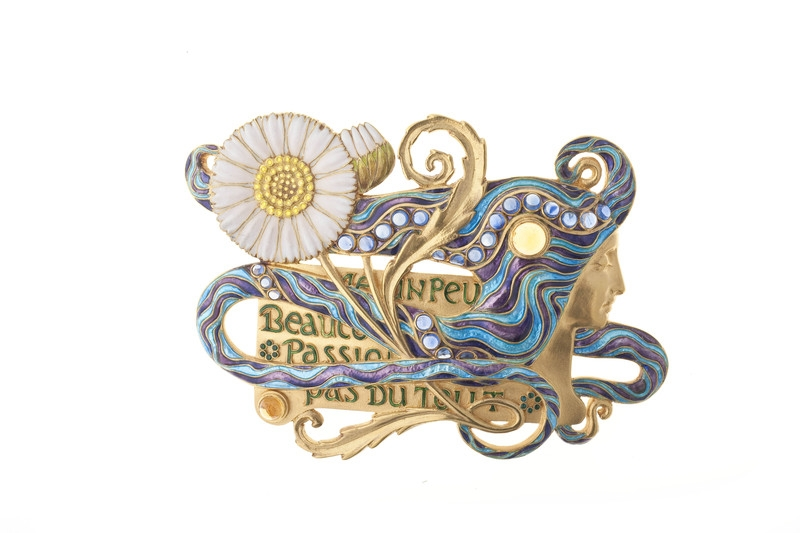
Брошь «Маргерита». Ок. 1900
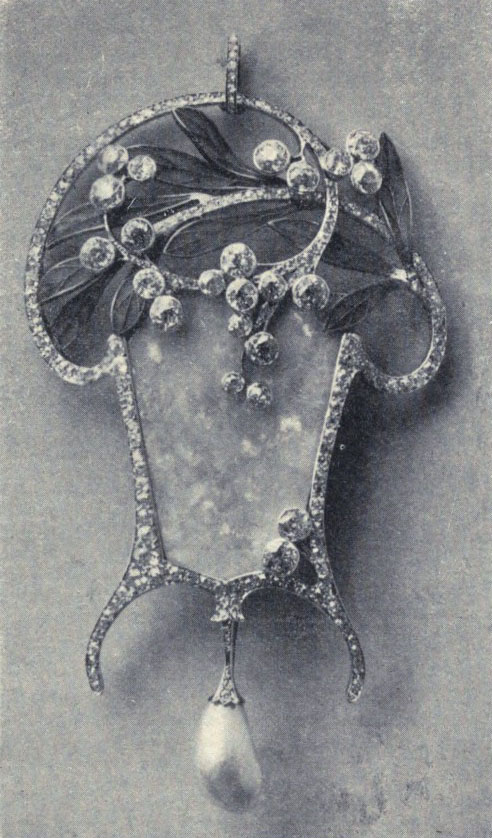
Подвеска. 1902. Золото, бриллианты, жемчуг, опал, эмаль. Архивная фотография
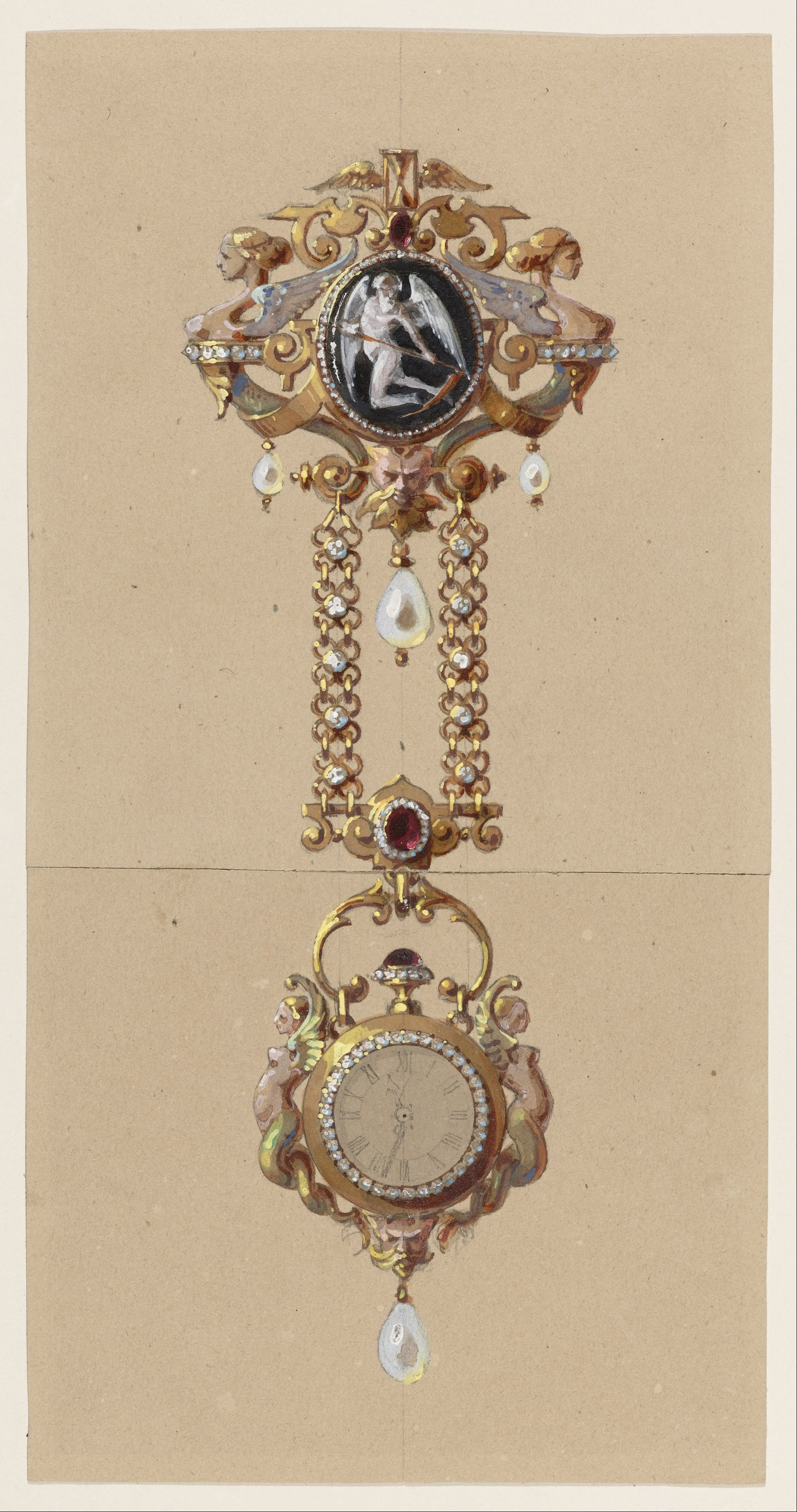
Совместно с А. Фализом. Шатлен (подвеска для часов). 1875
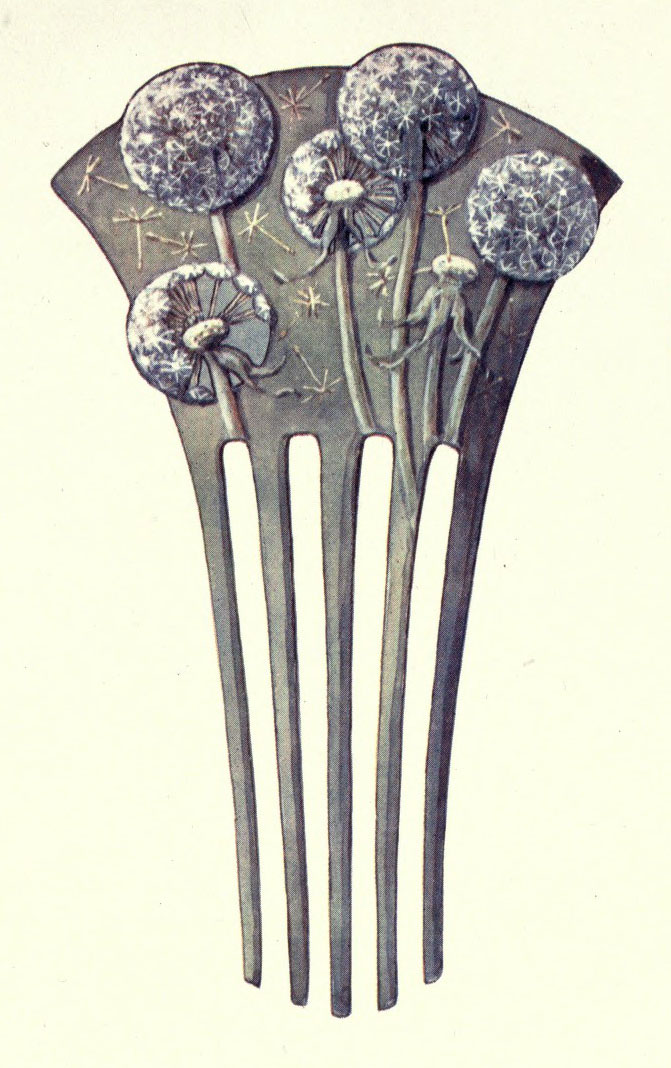
Проект гребня. 1902
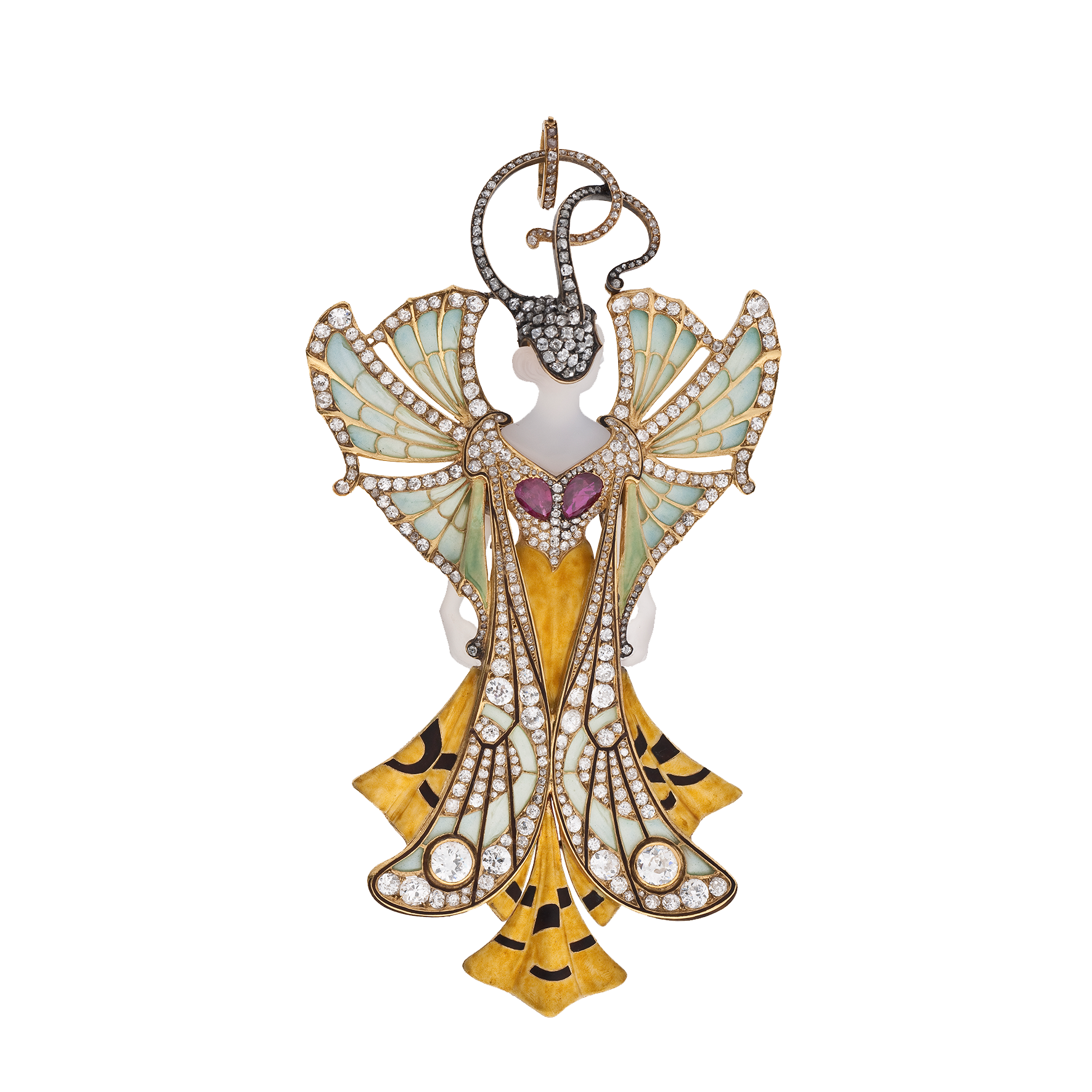
Подвеска «Сильвия». 1900. Золото, бриллианты, рубины, агат, эмаль. Музей декоративного искусства, Париж
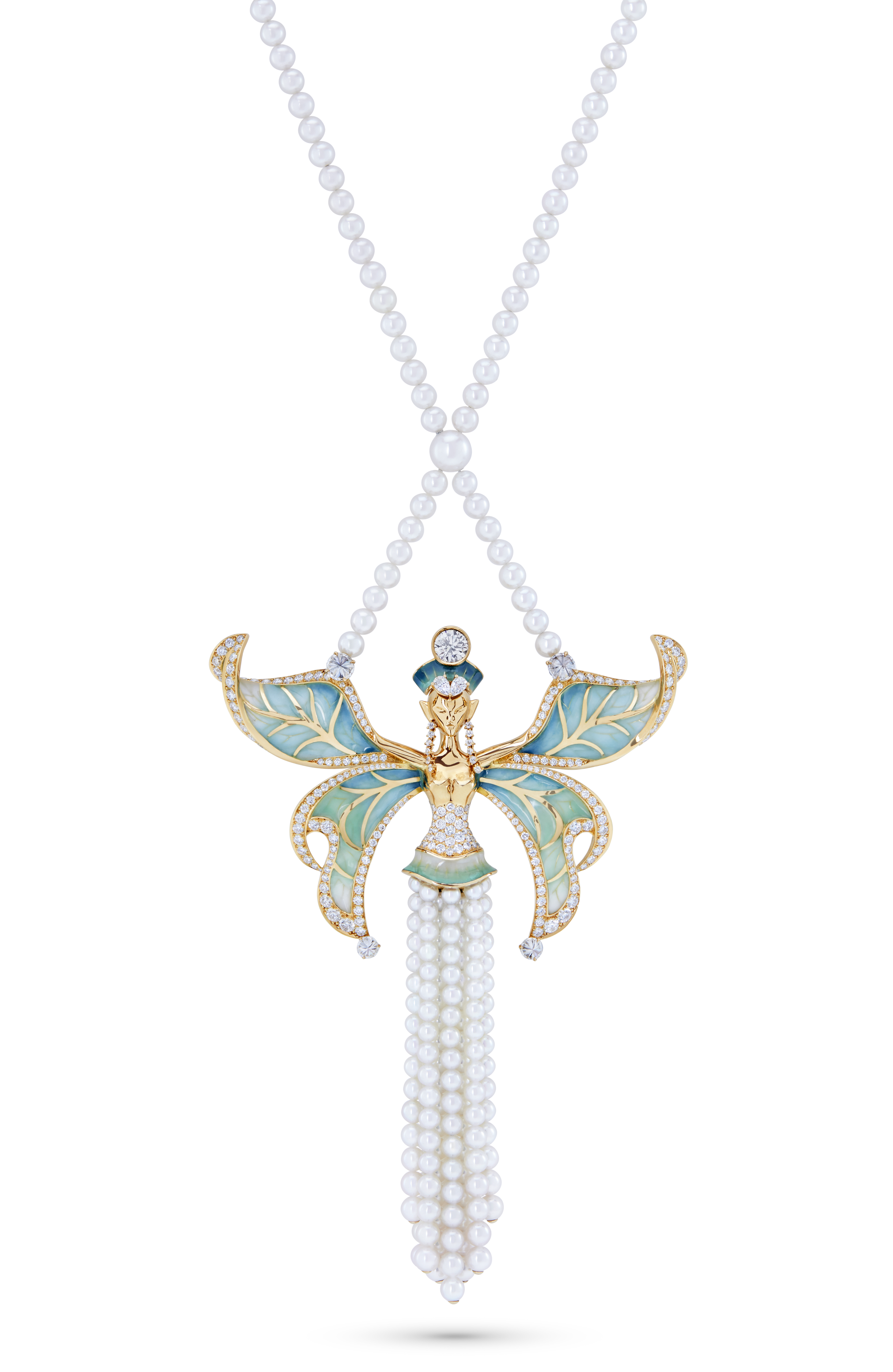
Колье «Императрица»

## Хроника ювелирного дома «Вевер»
1821: Пьер-Поль Вевер (1794—1853) поселился в Меце и начал работать ювелиром.
1841: Эрнест Вевер (1823—1884) присоединился к мастерской Пьера-Поля Вевера.
1848: Эрнест взял на себя руководство предприятием.
1881: Сыновья Эрнеста Вевера основывали компанию «Братья Вевер».
1915: Смерть Поля Вевера и создание компании «Vever & C°».
1921: Управление поручено племянникам Анри Вевера — Андре и Пьеру, сыновьям Поля.
1942: Смерть Анри Вевера
1960: Начало управления предприятием Жаном Вевером, внуком Поля Вевера.
1982: Прекращение деятельности.
2021: Восстановление деятельности ювелирного Дома Вевер